# 若柳 (相模原市)
若柳（わかやなぎ）は、神奈川県相模原市緑区の大字。

## 地理
相模原市緑区西部、相模湖地区の中部に位置する。北で小原・千木良、南東で寸沢嵐、西で与瀬・吉野・日連と隣り合う。西では相模湖に面し、北では相模川が東流する。
- 山：嵐山
- 湖沼：相模湖
- 河川：相模川

## 沿革
- 1889年（明治22年）4月1日 - 町村制施行より、津久井郡若柳村が寸沢嵐村と合併して内郷村が成立。旧若柳村域は大字若柳として成立。
- 1955年（昭和30年）1月1日 - 内郷村が小原町・千木良村・与瀬町と合併して相模湖町が成立し、大字若柳は相模湖町の大字となる。
- 2006年（平成18年）3月20日 - 相模湖町が相模原市に編入され、大字若柳は相模湖町若柳となる。
- 2010年（平成22年）4月1日 - 相模原市が政令指定都市に移行し、相模湖町若柳は緑区の一部となり、緑区の大字となると同時に若柳となる。その際、郵便番号が229-0105から252-0175に変更される[5]。

## 世帯数と人口
2020年（令和2年）10月1日現在（国勢調査）の世帯数と人口（総務省調べ）は以下の通りである。
| 大字 | 世帯数  | 人口    |
| ---- | ------- | ------- |
| 若柳 | 544世帯 | 1,194人 |

### 人口の変遷
国勢調査による人口の推移。なお、2005年までは相模湖町の時の情報を掲載している。
| 年                 | 人口  |
| ------------------ | ----- |
| 1995年（平成7年）  | 1,433 |
| 2000年（平成12年） | 1,399 |
| 2005年（平成17年） | 1,352 |
| 2010年（平成22年） | 1,505 |
| 2015年（平成27年） | 1,323 |
| 2020年（令和2年）  | 1,194 |

### 世帯数の変遷
国勢調査による世帯数の推移。なお、2005年までは相模湖町の時の情報を掲載している。
| 年                 | 世帯数 |
| ------------------ | ------ |
| 1995年（平成7年）  | 515    |
| 2000年（平成12年） | 481    |
| 2005年（平成17年） | 518    |
| 2010年（平成22年） | 571    |
| 2015年（平成27年） | 549    |
| 2020年（令和2年）  | 544    |

## 学区
市立小・中学校に通う場合、学区は以下の通りとなる（2018年2月時点）
| 番地                 | 小学校               | 中学校               |
| -------------------- | -------------------- | -------------------- |
| 1～460 1583～1627    | 相模原市立桂北小学校 | 相模原市立北相中学校 |
| 461～1582 1628～1634 | 相模原市立内郷小学校 | 相模原市立内郷中学校 |

## 事業所
2021年（令和3年）現在の経済センサス調査による事業所数と従業員数は以下の通りである。
| 大字 | 事業所数 | 従業員数 |
| ---- | -------- | -------- |
| 若柳 | 51事業所 | 493人    |

### 事業者数の変遷
経済センサスによる事業所数の推移。
| 年                 | 事業者数 |
| ------------------ | -------- |
| 2016年（平成28年） | 60       |
| 2021年（令和3年）  | 51       |

### 従業員数の変遷
経済センサスによる従業員数の推移。
| 年                 | 従業員数 |
| ------------------ | -------- |
| 2016年（平成28年） | 468      |
| 2021年（令和3年）  | 493      |

## 施設
- 神奈川県立津久井支援学校
- 内郷郵便局
- 国民健康保険 内郷診療所
- さがみ湖MORI MORI
- 神奈川つくい農業協同組合内郷支店
- つばめ観光バス本社
- 正覚寺
- 宝福寺
- 諏訪神社

## その他

### 日本郵便
- 郵便番号 : 252-0175[3]（集配局 : 橋本郵便局[14]）。